# 앨 자딘
앨런 찰스 자딘(Alan Charles Jardine, 1942년 9월 3일 ~ )은 미국의 싱어송라이터이자 기타리스트이며 배우이다.

## 생애
미국 오하이오주 라이마에서 출생하였고 미국 캘리포니아주 샌 프란시스코와 미국 캘리포니아주 로스 앤젤레스 군 호손에서 성장한 그는 1961년 록 음악 밴드 "비치 보이스(Beach Boys)"의 기타리스트 겸 키보디스트로 첫 데뷔하였고 이후 작곡가와 음반 프로듀서로도 활동하였으며 1985년 미국 다큐멘터리 영화 《The Beach Boys: an American band》의 단역으로 영화배우 데뷔하였고 2001년 솔로 가수로 데뷔하였으며 2008년 미국 다큐멘터리 영화 《Stars and their guitars: a history of the electric guitar》에 단역 출연하였다. 싱어송라이터 겸 영화배우 브라이언 윌슨(Brian Wilson)과는 오랜 친구 관계이다.